# Íñigo Chaurreau
Pour les articles homonymes, voir Inigo.
Íñigo Chaurreau, né le 14 avril 1973 à Pasaia, est un ancien coureur cycliste espagnol.

## Biographie
Íñigo Chaurreau commence sa carrière professionnelle en 1995 dans l'équipe italienne Polti. En 1998 il rejoint l'équipe basque Euskaltel-Euskadi.
En 2001, il termine huitième du Critérium du Dauphiné libéré et neuvième de la Route du Sud en juin. Le mois suivant, il termine douzième du Tour de France, pour la première participation d'Euskaltel, grâce à de bonnes performances en montagne. Ce résultat attire la convoitise de plusieurs équipes. En août, Íñigo Chaurreau signe un contrat de deux ans avec l'équipe française AG2R Prévoyance où il court aux côtés de son cousin Mikel Astarloza.
Ses résultats sur les grands tours durant les années suivantes ne sont pas aussi bons qu'en 2001. Au printemps 2003, il est néanmoins l'un des coureurs les plus en vue. Il est successivement dixième du Tour de Romandie, huitième du Tour de Castille-et-León en mai. En juin, il se classe cinquième du Critérium du Dauphiné libéré puis sixième de la Classique des Alpes avant d'être sacré champion d'Espagne contre-la-montre à la fin du mois.
Lors du Tour d'Espagne 2004, il est le seul coureur de l'équipe AG2R à parvenir à Madrid, en 55e position, après avoir manqué le début de la saison en raison d'une mononucléose.
À la fin de la saison 2006, son contrat n'est pas renouvelé par l'équipe AG2R.

## Palmarès
- 1994
  - 3e du Circuito Montañés
- 2001
  - 8e du Critérium du Dauphiné libéré
- 2003
  -  Champion d'Espagne du contre-la-montre
  - 5e du Critérium du Dauphiné libéré
  - 10e du Tour de Romandie
- 2005
  - 3e étape du Tour de Castille-et-León (contre-la-montre par équipes)

## Résultats sur les grands tours

### Tour de France
4 participations
- 1997 : 92e
- 2001 : 12e
- 2002 : 41e
- 2003 : 30e

### Tour d'Italie
1 participation
- 2006 : 54e

### Tour d'Espagne
8 participations
- 1995 : 84e
- 1996 : 29e
- 1998 : 28e
- 1999 : 14e
- 2000 : abandon (6e étape)
- 2002 : abandon (14e étape)
- 2004 : 55e
- 2006 : 26e

## Classements mondiaux
| Année           | 2005 |
| --------------- | ---- |
| UCI Europe Tour | 615e |